# ShortNews

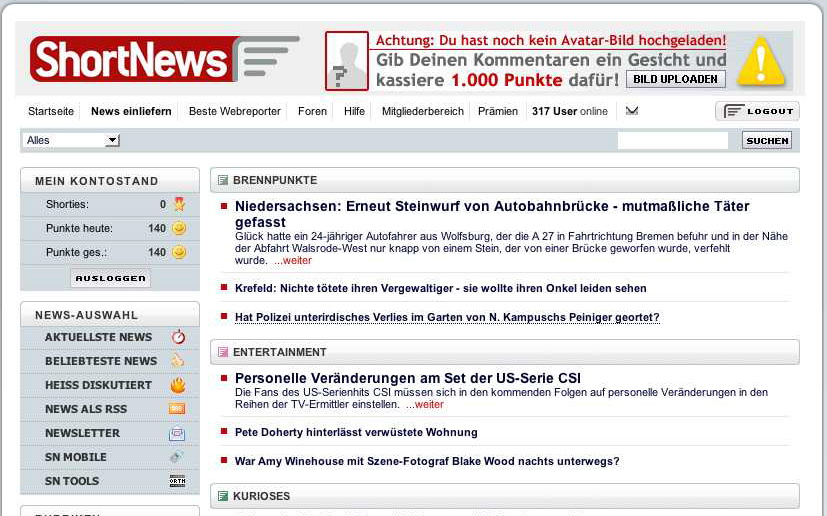
Bildschirmfoto shortnews.de

ShortNews war eine Nachrichten-Community. Sie wurde 1999 von Andreas Mihalovits und Oliver Stangl gegründet und war damit das älteste Portal dieser Art in Deutschland. ShortNews stellte den Betrieb am 28. Februar 2018 ein. Betrieben wurde ShortNews von der Shortnews GmbH & Co. KG in Regensburg.

## Prinzip
ShortNews bestand größtenteils aus umformulierten Zusammenfassungen von Meldungen anderer Nachrichtenquellen. Registrierte Nutzer konnten diese einliefern, bewerten und kommentieren. Für beinahe jede Aktion wurden den Nutzern nach einem System eine Anzahl von Punkten gutgeschrieben, welche den Rang des Nutzers definierten (ranking). Mit sogenannten Shorties, die in Sachpreise und Gutscheine umgewandelt werden konnten, wurden erfolgreiche, also viel gelesene News belohnt. Die Shorties wurden im Juni 2016 abgeschafft. Einen großen Teil seines Erfolgs verdankte die Plattform den Newstickern, die kostenfrei in jede Website eingebaut werden durften.

## Kooperation mit Stern
Die seit 2001 bestehende Kooperation mit Stern endete am 1. März 2007. Stern startete kurz darauf unter dem Namen tausendreporter ein eigenes Projekt, das allerdings im Jahr 2009 im Zuge eines Relaunches eingestellt wurde. In den Folgemonaten kam es zu heftigen Diskussionen zufriedener und unzufriedener ShortNews-Mitglieder auf tausendreporter und in den Foren von ShortNews. Kurz nach der Trennung vom Stern deutete Mihalovits eine später tatsächlich erfolgte Öffnung für Blogs als Nachrichtenquellen an.